# 埃莉萨·孔福尔托拉
埃莉萨·孔福尔托拉（義大利語：Elisa Confortola，2002年4月2日—），意大利女子短道速滑运动员，2023年欧洲锦标赛女子3000米接力和混合2000米接力铜牌得主、2024年欧洲锦标赛女子1500米金牌得主和女子3000米接力银牌得主、2025年欧洲锦标赛女子3000米接力金牌得主、女子1000米和女子1500米铜牌得主、2025年世界锦标赛混合2000米接力银牌得主。